# لا پالوما-لاست‌کریک، تگزاس
لا پالوما-لاست‌کریک (به انگلیسی: La Paloma-Lost Creek) یک منطقهٔ مسکونی در ایالات متحده آمریکا است که در شهرستان نویسس، تگزاس واقع شده‌است. لا پالوما-لاست‌کریک ۲۱٫۵ کیلومتر مربع مساحت و ۴۰۸ نفر جمعیت دارد.